# Greensleeves
Greensleeves er en berømt engelsk folkesang fra renæssancen, og en af de ældste sange, som er almindelig udbredt i Europa.
En påstand går ud på, at den er skrevet af kong Henrik 8. af England til Anne Boleyn. Den er dog først kommet til England efter hans død, og stammer sandsynligvis først fra elizabethansk tid.
Teksten blev først trykket i 1580 af Richard Jones i London, under titlen A New Northern Dittye of the Lady Greene Sleeves. Melodien kan have ændret sig gennem tiden, men den version, vi kender i dag, er skrevet i spansk romanesca-stil, der ikke kom til England før efter kong Henriks død. Den har været almindelig kendt på den tid, da Shakespeare skrev De lystige koner i Windsor i 1597, for Falstaff udbryder: "Lad himlen regne kartofler! Lad det tordne til tonerne af Greensleeves!"
Den første kendte tekst lød:
Alas my loue, ye do me wrong,
to cast me off discourteously:
And I haue loued you so long
delighting in your companie.
Den blev anvendt som militær march både under den engelske borgerkrig og i første verdenskrig. I 1865 blev melodien til en julesang med titlen What Child Is This? til tekst af William Chatterton Dix. I storfilmen How the West Was Won fra 1962 fremfører Debbie Reynolds sangen til glæde for Gregory Peck.